# Grzyby marynowane

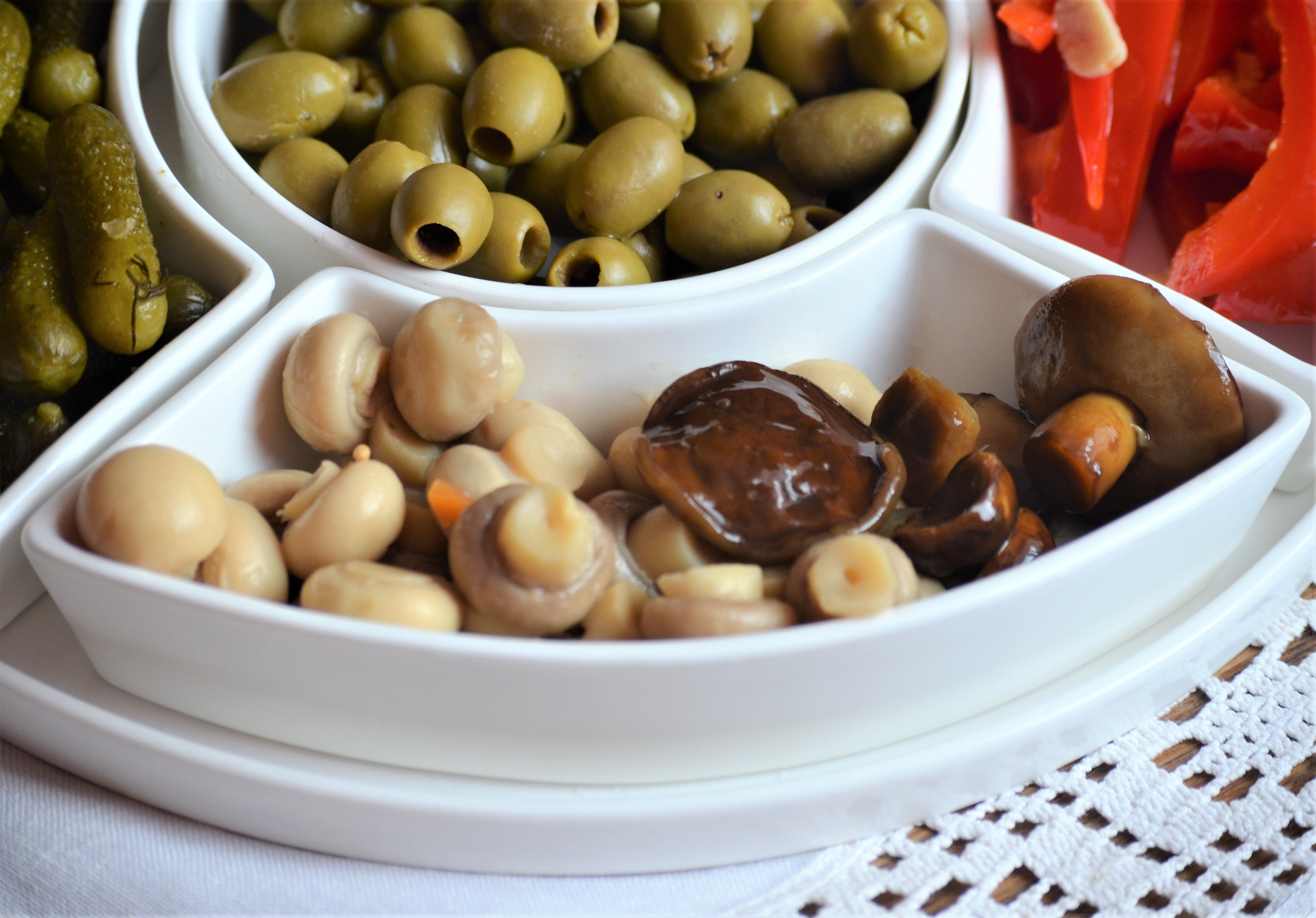
Marynowane pieczarki i maślaki

Grzyby marynowane – leśne lub uprawiane grzyby jadalne zakonserwowane na różne sposoby przy pomocy octu i ewentualnie dodatkowo pasteryzowane; stosowane jako pikantny dodatek do jedzenia. Zob. też marynata. 
Grzyby marynowane są tradycyjną potrawą kuchni polskiej oraz są charakterystyczne dla innych kuchni narodowych. 
Proces marynowania nadaje grzybom charakterystyczny kwaskowaty smak i atrakcyjny wygląd. Grzyby marynowane mogą być robione w warunkach domowych, jak i produkowane na skalę przemysłową. 

## Przyrządzanie wg tradycji polskiej
Grzyby marynowane przyrządza się ze świeżych grzybów, które są najpierw gotowane i następnie marynowane w zalewie octowej z przyprawami.

### Marynowanie

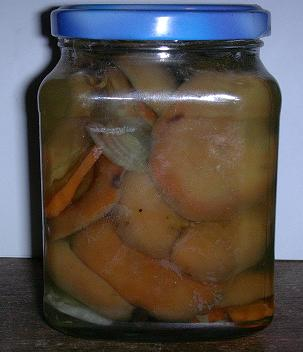
Marynowane rydze

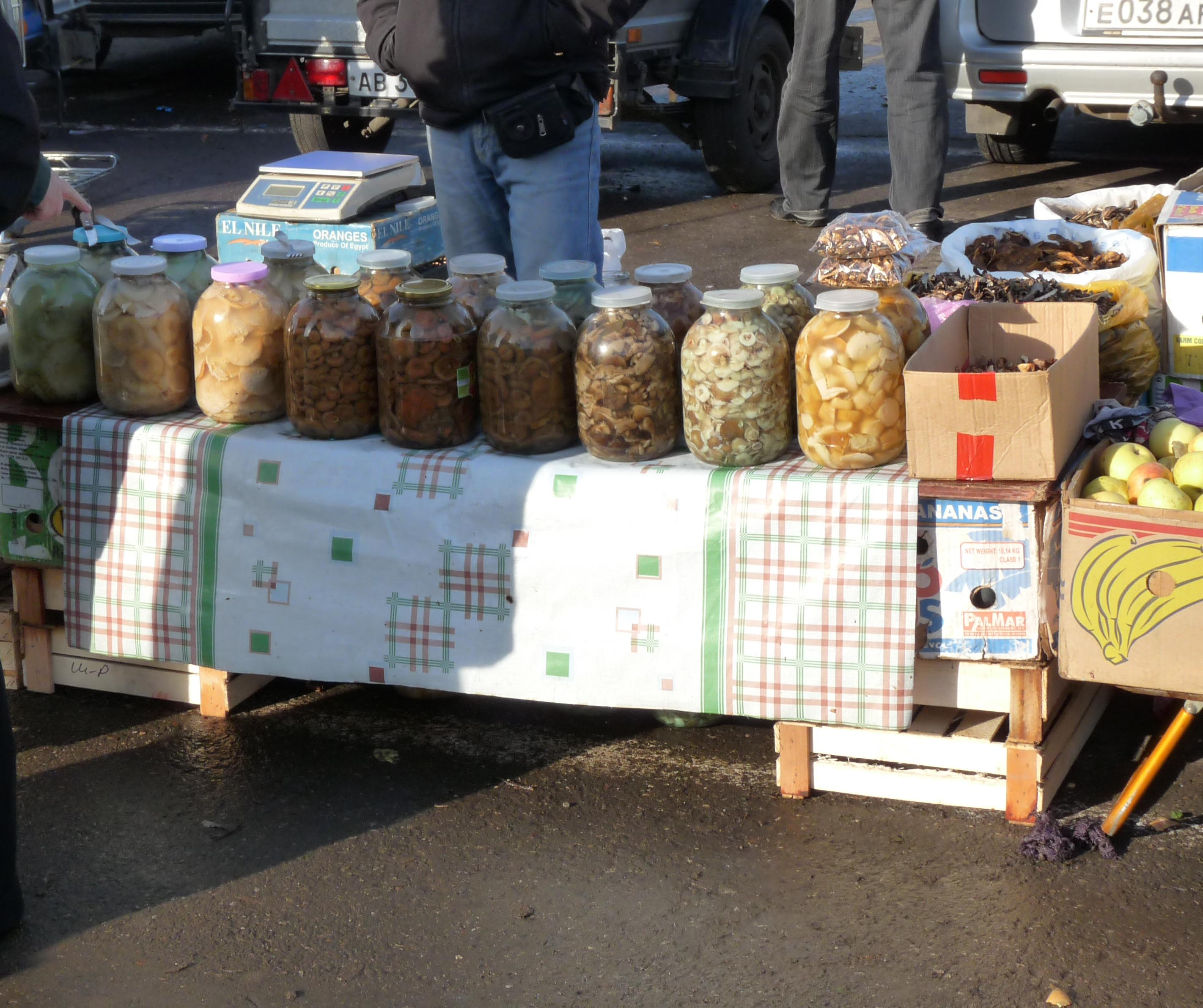
Marynowane grzyby sprzedawane na rynku w Samarze, Rosja

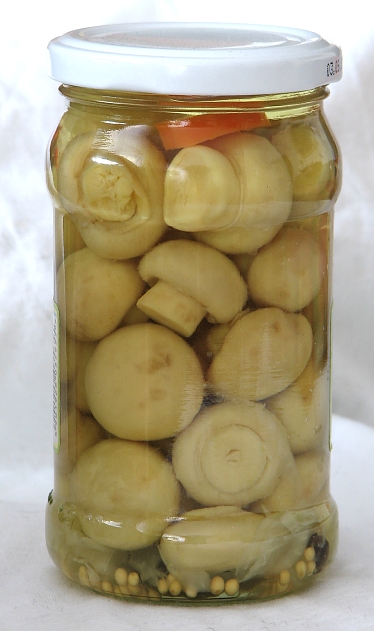
Marynowane pieczarki

Marynowanie m.in. grzybów osiąga się przez zalewanie roztworem gorącego octu, co jest szybszą metodą konserwacji, dającą lepszą kontrolę nad teksturą i zawartością soli, ale i uboższy smak, niż kiszenie oparte na fermentacji. Końcowe stężenie octu to ok. 2,5%. Marynowane produkty poddaje się dodatkowo działaniu temperatury, by zapobiec ich psuciu się. Smak można wzmacniać dodając przyprawy lub cukier.
Do marynowania nadają się borowiki, rydze, maślaki, kozaki, opieńki, gąski, pieczarki, kurki, najlepiej małe, młode i jędrne.
Można też wykorzystać młode i zdrowe grzyby większe podzielone na połówki lub ćwiartki. Różne rodzaje grzybów należy marynować osobno. Należy je oczyścić, przyciąć nogi i opłukać z ziemi i piasku.

### Receptura
Proporcje składników na 1 kg grzybów to: 2 dag soli na 1 l wody w której obgotowuje się grzyby, 10 dag cebuli, 1¼ szklanki wody, 1¼ szklanki octu (10%), 5 dag cukru, 1 dag soli, ½ dag przypraw (pieprz, ziele angielskie, liście laurowe).
Grzyby należy wrzucić do niewielkiej ilości wody zagotowanej z solą i cebulą w całości lub połówkach. Po ugotowaniu prawie do miękkości trzeba je wyjąć, odsączyć, włożyć do słoików i poczekać na ostygnięcie. Zalewę octową wytwarza się zagotowując wodę z octem, cukrem, solą i przyprawami; do grzybów wlewa się ją po ostudzeniu. Do słoików można dołożyć sparzone wodą małe cebulki i blanszowane krążki marchewki. Następnie słoiki można zamknąć.

### Wytwarzanie
Oprócz indywidualnego wytwarzania tej potrawy przez konsumentów, grzyby marynowane są produkowane przemysłowo. W sprzedaży detalicznej są dostępne między innymi marynowane pieczarki, kurki, podgrzybki, borowiki, maślaki zwyczajne i rydze, wytwarzane przez różnych producentów. 
Po pasteryzacji ich czas przydatności do spożycia może zostać przedłużony nawet do 3 lat bez konieczności przechowywania w lodówce.
Najczęściej pasteryzowane grzyby marynowane są pakowane do szklanych słoików.

### Inne metody konserwowania
Obok grzybów zakonserwowanych przy pomocy octu lub kwasu octowego, grzyby mogą być zakonserwowane przez dodanie glukonolaktonu tymczasowo zakonserwowane przed dalszą obróbką przy pomocy stężonego roztworu soli kuchennej tzw. solanki. 
Grzyby marynowane mogą też zawierać inne dodatki np. olej. 
W języku angielskim odpowiednikiem polskich grzybów marynowanych są terminy marinated, lub pickled odnoszące się do grzybów przygotowanych lub zakonserwowanych przy użyciu octu lub kwasu octowego. 
Odmiennym sposobem konserwowania świeżych grzybów jest ich kiszenie i ewentualne pasteryzowanie już ukiszonych grzybów.

### Sposoby spożycia
W Polsce grzyby marynowane bywają dodatkiem do dań z dziczyzny, wieprzowiny, wołowiny i drobiu. Można spożywać jako przystawkę i zakąskę do napojów alkoholowych. Drobno pokrojone grzyby marynowane są też składnikiem sosu tatarskiego. Używa się ich także do garnirowania.

### Polskie produkty tradycyjne

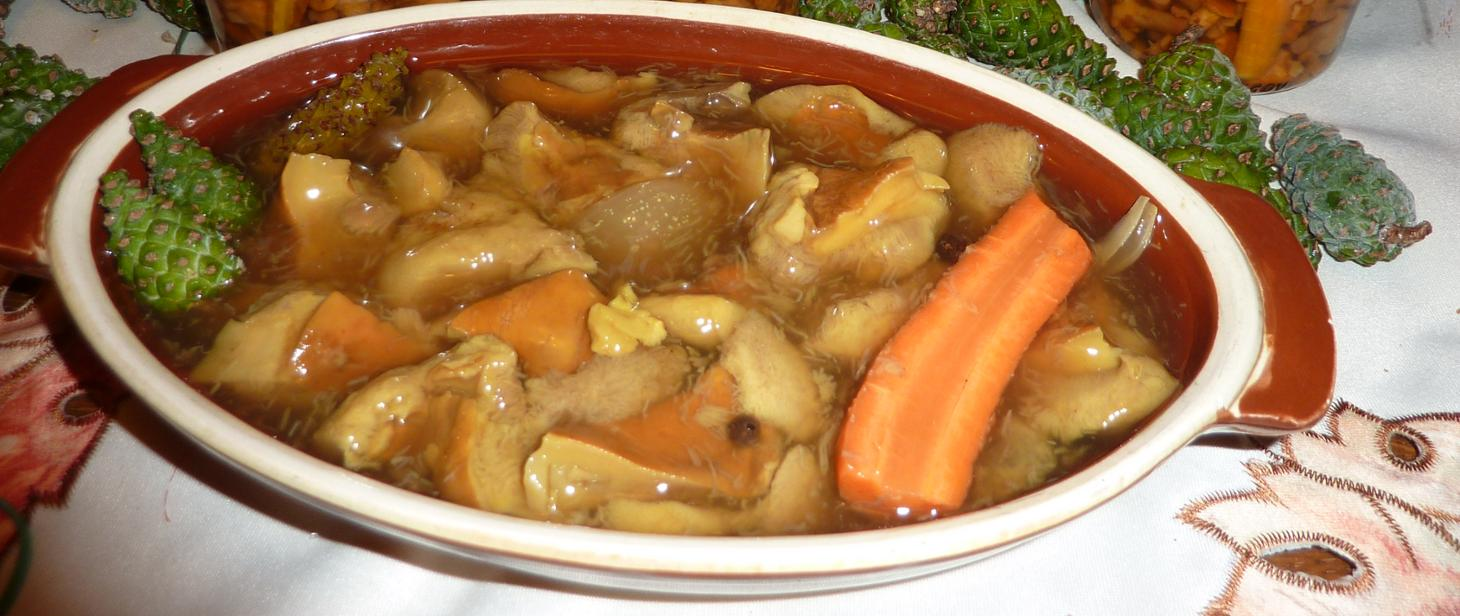
Grzyby marynowane z szyszką

Kilka wariantów grzybów marynowanych zostało zarejestrowanych przez Ministerstwo Rolnictwa i Rozwoju Wsi jako produkt tradycyjny.
- Borowik wielkopolski – cechą charakterystyczną tego produktu jest przezroczysta („kryształowa”) zalewa bez osadu[13][14]. Owocniki borowika szlachetnego wpierw moczy się w roztworze wody z winem, następnie obgotowuje w zalewie octowej z przyprawami korzennymi, po czym grzyby płucze się i zalewa gorącą, świeżą zalewą i pasteryzuje dwa razy w odstępie 24 godzin[14].

- Grzyby marynowane z szyszką z województwa zachodniopomorskiego mają tradycję przyrządzania sięgającą roku 1955. Wówczas zaczęto je przygotowywać dodając podczas gotowania zalewy octowej miód i zieloną szyszkę sosnową, których aromaty łagodzą i wzbogacają marynatę. Tak przyrządzone grzyby podaje się do dań z dziczyzny, wieprzowiny, wołowiny i drobiu[11]. Osobny artykuł: Grzyby marynowane z szyszką.

- Nadbużańskie grzyby marynowane z województwa podlaskiego nie odbiegają od ogólnej receptury, ale bywają marynowane z papryką, z dodatkiem czosnku, różnią się pomiędzy sobą ilością cukru w marynacie i stężeniem octu[15].

## W kuchniach różnych kultur kulinarnych
Tradycja konserwowania grzybów przez ich marynowanie suszenie i kwaszenie funkcjonuje od dawna w kuchniach wielu kultur: europejskiej, azjatyckiej i latynoamerykańskiej. Marynowanie grzybów w occie jest charakterystyczne dla wielu kuchni narodowych, np. rosyjskiej, białoruskiej, estońskiej, żydowskiej (zarówno dla Żydów aszkenazyjskich, jak i sefardyjskich). W kuchni francuskiej do marynowania pieczarek wykorzystuje się winegret. Marynowane grzyby są chętnie nabywane przez chińskich i japońskich konsumentów. W kuchni japońskiej marynowane shiitake są dodawane do licznych już gotowych potraw jako jeden ze składników albo jako ich dekoracja (np. shiitake mogą być marynowane w roztworze octu ryżowego z dodatkiem cukru, soli i pieprzu). Marynowane pieczarki są także wytwarzane w Indiach. Popularyzatorem marynowania grzybów we współczesnej kuchni szwedzkiej jest kucharz-szef Per Morberg, który poleca ich podawanie do dziczyzny, wieprzowiny i rostbefu. Grzyby marynuje się tradycyjnie w krajach śródziemnomorskich, obok marynowania warzyw i ryb. W kuchni włoskiej są serwowane jako jeden z elementów antipasto. Dzikie lub hodowlane grzyby są marynowane w kuchni meksykańskiej, setas con vinagre czyli dzikie grzyby w occie są tradycyjną przystawką w Veracruz.

## Historia
Octu jako środka do konserwowania i marynowania żywności używali już Babilończycy – pierwsza wzmianka o tym pochodzi z około 3000 lat przed Chrystusem, natomiast pierwsze przepisy na sporządzanie grzybów marynowanych pojawiły się w książkach kucharskich w połowie XVII wieku.
Dawniej w kuchni angielskiej dodawano marynowane pieczarki do duszenia potraw z mięs, ptactwa, ryb i jajek, a w kuchni polskiej do pieczeni. 

### W książkach kucharskich
Mikołaj Rej w Żywocie człowieka poczciwego pisał o suszeniu i soleniu grzybów jako metodach ich przechowywania, ale nie wspominał o marynowaniu w occie, mimo że w tym samym akapicie opisał przygotowanie konserwowanej octem ćwikły z buraków oraz kopru włoskiego. 
W pierwszej polskiej książce kucharskiej Compendium Ferculorum albo zebranie potraw z roku 1682, autorstwa Stanisława Czernieckiego, kuchmistrza wojewody krakowskiego Aleksandra Michała Lubomirskiego, autor wymienił różne grzyby niezbędne wśród potrzeb domowych: „Grzyby świeże, Grzyby suche, Rydze świeże, Rydze słone, Pieczarki świeże, Pieczarki w maśle, Smarze świeże”, ale nie wspomniał żadnego rodzaju grzybów marynowanych.  
W książce Jakuba Kazimierza Haura Oekonomika ziemiańska generalna (pierwsze wydanie w 1675 roku; późniejsze w 1744 roku) nie ma informacji o marynowaniu grzybów, choć autor radzi w sierpniu grzyby solić i wędzić.
W tym czasie, w 1695 roku, we Francji wydano staraniem Akademii francuskiej słownik Le dictionnaire de l'Académie françoise, dédié au Roy, który jako ilustrację użycia słowa mariné (marynować) podawał zwrot des champignons marinez (pieczarki marynowane). W Anglii marynowane grzyby zostały wspomniane w wydanym w 1704 roku słowniku wiejskim Dictionarium Rusticum & Urbanicum. Or, A Dictionary of All Sorts of Country Affairs, Handicraft, Trading, and Merchandizing Johna Worlidge'a i Nathana Baileya.
W pierwszej połowie XVIII wieku liczne angielskie książki kucharskie zawierały przepisy marynowania pieczarek, czasem nawet po kilka różnych. Marynowanie grzybów było przy tym omawiane zarówno w podręcznikach gospodarstwa domowego dla kobiet, na przykład w The Whole Duty of a Woman, Or, An Infallible Guide to the Fair Sex z 1737 roku, jak też dla mężczyzn, na przykład w The Complete family-piece; and, country gentleman, and farmer's, best guide, również wydanym w 1737 roku. Z tej ostatniej pochodzi specyficzny przepis z gotowaniem pieczarek w mleku i użyciem gałki muszkatołowej i kwiatu muszkatołowego jako przypraw. Przepis z książki dla kobiet jest co do słowa identyczny.
W wydanej w Berlinie niemieckiej, choć wydrukowanej po łacinie, książce Johanna Gottlieba Gleditscha o grzybach Methodus fungorum z 1753 roku wspomniane zostały grzyby marynowane. Także we współczesnym tej książce francuskim słowniku kulinarnym Dictionnaire des alimens, vins et liqueurs, leurs qualité, leurs effets etc. z 1750 roku znajdował się przepis na marynowanie pieczarek. Po niemiecku przepis na pieczarki marynowane ukazał się w Oekonomische Encyklopädie Johanna Georga Krünitza w 1776 roku.
Wydana w 1797 roku angielska książka T. Williamsa, współpracującego z kucharzami londyńskich tawern, The Accomplished Housekeeper, and Universal Cook, zawiera liczne przykłady wykorzystania marynowanych pieczarek w kuchni. Były one dodatkiem smakowym o charakterze przyprawy do dań z mięsa, ryb i drobiu, a nawet jaj.
W tym samym okresie w Polsce, w tłumaczonej i adaptowanej z francuskiego książce Kucharz doskonały Wojciecha Wielądki z 1783 roku nie było przepisu na marynowanie grzybów ani innej o nich wzmianki. Przepisy na grzyby marynowane w occie pojawiły się w polskiej książce kucharskiej z końca XVIII wieku: wydana po raz pierwszy w Dreźnie w 1790 roku anonimowa książka Gospodarz doskonały zawierała przepis na marynowane rydze.
W Rosji w 1792 roku wyszła drukiem książka Новый совершенный российский повар и кандитер, или, Подробный поваренский и кандитерский словарь, zawierająca przepis na marynowanie grzybów z dodatkiem pieprzu, korzenia imbiru i goździków jako przypraw. Przepis zawierała także tłumaczona z niemieckiego broszurka О грибах, употребляемых в пищу z 1834 roku, która jako przyprawy proponowała pieprz, liście laurowe, gorczycę i goździki. Marynowanie grzybów leśnych, konkretnie prawdziwków, sugerowało także niemieckie dzieło Neues auf Erfahrung gegründetes leichtfaßliches Kochbuch für jede Haushaltung M. A. Salzmanna z 1835 roku.
W Polsce w XIX wieku anonimowa polska pozycja Kucharka wiedeńska podawała przepis na konserwowanie pieczarek.
Grzyby marynowane występowały też w książce kucharskiej Lucyny Ćwierczakiewiczowej z 1893 roku, w której autorka podawała sposób ich marynowania. Wskazywała także na alternatywny sposób marynowania grzybów, którego w jej opinii „zwykle używają kucharze”: opłukane grzyby należało wkładać do wrzącej, mocno osolonej wody, a po obgotowaniu odcedzić i zalać w słoju zimnym octem z małą ilością korzeni. 
Potrawa doczekała się także wzmiankowania w radzieckiej encyklopedii „Краткая энциклопедия домашнего хозяйства” (Moskwa, 1960) i w słowniku towarowym „Товарный словарь” (t.III, Moskwa 1957).

## Odniesienia kulturowe
O różnych rodzajach grzybów marynowanych, np. w occie wiśniowym, z goździkami i włoskimi orzechami czy z porzeczkowym liściem i gałką muszkatołową, serwowanych na talerzach jako przekąski przez Pulcherię Iwanównę gościom, można przeczytać w Powieściach mniejszych Nikołaja Gogola, przedstawiających codzienne życie społeczeństwa, w którym żył pisarz.
W powieści Michaiła Bułhakowa Mistrz i Małgorzata, Behemot zagryza wódkę marynowanymi borowikami, podczas gdy Woland rozmawia ze Stiopą Lichodiejewem w sypialni tego ostatniego, na Sadowej 302a. W tejże samej powieści Arkadiusz Apołłonowicz Siemplejarow, przewodniczący Komisji Akustycznej teatrów moskiewskich, zostaje na końcu przeniesiony na stanowisko kierownika punktu skupu runa leśnego w Briańsku, dzięki czemu mieszkańcy Moskwy „jedzą teraz solone rydze i marynowane prawdziwki, nie mogą się ich nachwalić i są rozentuzjazmowani tym, że Arkadiusz Apołłonowicz zmienił posadę”.
Marynowanymi prawdziwkami i smażoną szczuką zagryzał podczas picia wódki przy ognisku Mariusz Wilk podczas pobytu na Wyspach Sołowieckich w 1999 roku, co opisał w swoim reportażu podróżniczym pt. Wołoka.
Bohater opowiadania Olgi Tokarczuk Przetwory ze zbioru Opowiadania bizarne (2018), pięćdziesięcioletni bezrobotny
mężczyzna, żywi się przetworami, które przygotowała przed śmiercią jego matka. Jego ostatni posiłek to zawartość słoika opisanego jako „Grzypki marynowane, 2005”. „Grzypki” były trujące – błąd w zapisie na etykiecie był ostrzeżeniem, które ten zignorował.